# حرب الترارزة وفرنسا 1825
كانت حرب الترارزة وفرنسا 1825 صراع بين الأمير الجديد للـترارزة محمد لحبيب وفرنسا التي كانت في ذلك الوقت تحت حكم تشارلز العاشر والنبيل جوزيف دو فيليل. في عام 1825، حاول محمد فرض سيطرته على مملكة الوالو وهي المحتله فرنسيا، والتي كانت تقع جنوب نهر السنغال، عن طريق الزواج من وريثة المملكة. رد الفرنسيون بإرسال قوة استكشافية كبيرة سحقت جيش محمد لحبيب. وحرضت تلك الحرب الفرنسيين على التوسع إلى الشمال من نهر السنغال.